# John Cusack

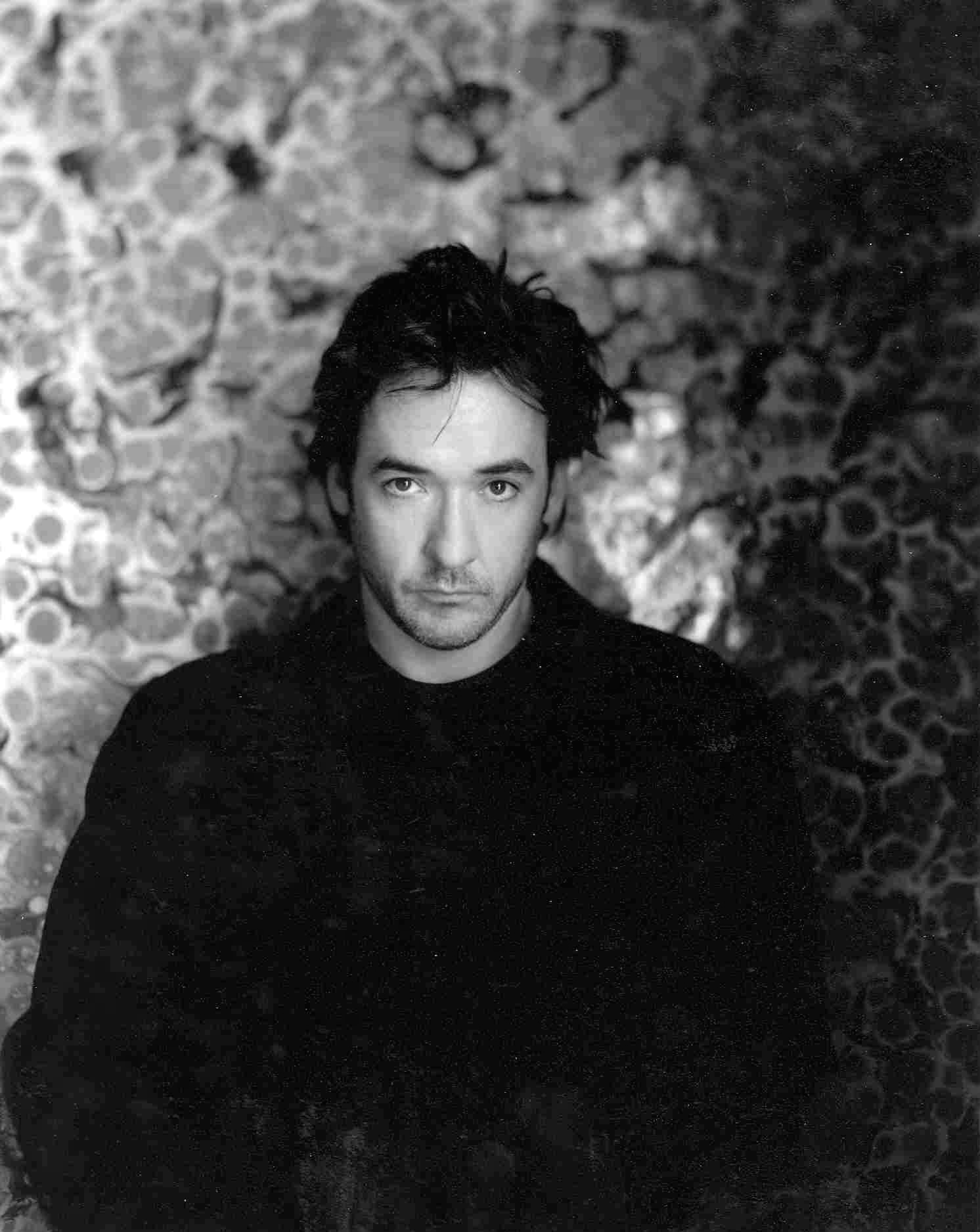
Portretfoto

John Paul Cusack (Evanston, 28 juni 1966) is een Amerikaans acteur. Hij werd genomineerd voor onder meer een Golden Globe, een American Comedy Award (beide voor High Fidelity), een Saturn Award (voor 1408) en samen met de gehele cast van Being John Malkovich voor een Screen Actors Guild Award.
Cusack is de zoon van een acterende vader - Richard Cusack - en begon zodoende op jonge leeftijd eveneens te acteren. Hij bezocht de Piven Theatre Workshop in Chicago. Op zijn twaalfde had hij al voice-overs gedaan voor reclamespots en in toneelstukken gespeeld. Zijn eerste film was de komedie Class in 1983. In 1988 richtte hij de theatergroep The New Criminals op en regisseerde hiervoor verschillende producties.
Cusack wordt regelmatig gecast als een antiheld, maar heeft ook een scala aan andersoortige karakters neergezet. Hij speelt regelmatig in films met andere leden van zijn familie (van 1983 tot en met 2008 tien keer met zijn zus Joan) en met Jeremy Piven (tien keer van 1986 tot en met 2003), wiens ouders de Piven Theatre Workshop oprichtten en met wie Cusack vroeger samen een kamer bewoonde.
In 2012 kreeg Cusack een ster op de Hollywood Walk of Fame.
Cusack is een broer van mede-acteurs: Ann, Bill, Joan en Susie.

## Filmografie
- Biblioteca Nacional de España: XX1175769
- Bibliothèque nationale de France: cb139548308 (data)
- Catàleg d'autoritats de noms i títols de Catalunya: 981058522521106706
- Gemeinsame Normdatei: 131817841
- International Standard Name Identifier: 0000 0001 2142 0651
- Library of Congress Control Number: n95111489
- Nationale Bibliotheek van Letland: 000243193
- Bibliotheek van het Japanse parlement: 00829862
- Nationale Bibliotheek van Tsjechië: xx0005668
- Nationale Bibliotheek van Israël: 987007452579605171
- Nationale Bibliotheek van Polen: a0000001674856
- Nederlandse Thesaurus van Auteursnamen: 073345199
- SNAC: w6fn3tt7
- Système universitaire de documentation: 060579498
- Virtual International Authority File: 85338940
- WorldCat: E39PBJvt9pbyhF6jGjrG9VHDMP